# Болтачево (Удмуртия)
Болтачево — деревня в Завьяловском районе Удмуртии, входит в Каменское сельское поселение. Находится в 20 км к югу от центра Ижевска и в 18 км к юго-западу от Завьялово.